# Interocrea brunnea
Interocrea brunnea är en insektsart som beskrevs av Hamilton 1980. Interocrea brunnea ingår i släktet Interocrea och familjen spottstritar. Inga underarter finns listade i Catalogue of Life.